# Liste der Fließgewässer im Flusssystem der Mittleren Ebrach

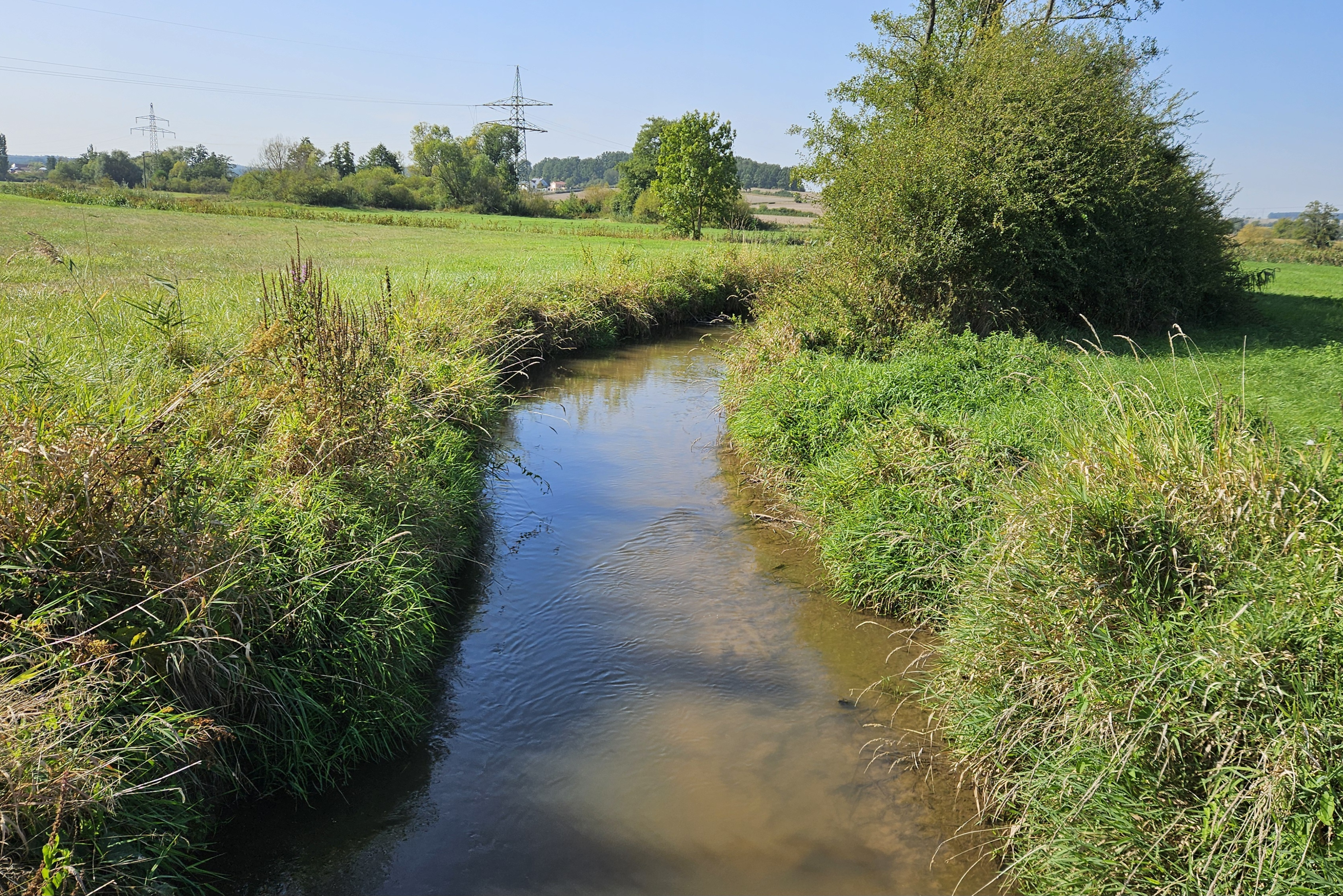
Die Mittlere Ebrach östlich von Burgebrach

Die Liste der Fließgewässer im Flusssystem der Mittleren Ebrach enthält alle benannten Nebenflüsse der auch Mittelebrach genannten Mittleren Ebrach, einschließlich solcher höherer Ordnung, die im BayernAtlas der Bayerischen Staatsregierung oder im Kartenservicesystem des Bayerischen Landesamts für Umwelt (LfU) verzeichnet sind. Nicht benannte Zuflüsse und Abzweigungen werden nicht berücksichtigt. Wenn sich der Name eines Gewässers nach dem Zusammenfluss zweier Abschnitte ändert, werden die Zuflüsse als eigenständige Quellbäche aufgeführt. Andernfalls wird der jeweilige Teilbereichsname in Klammern angegeben. Die Längenangaben der Flüsse werden auf eine Dezimalstelle gerundet, und die Auflistung erfolgt in flussabwärts gerichteter Reihenfolge. Die orografische Richtungsangabe bezieht sich dabei auf das jeweils übergeordnete Gewässer. Größere Teilflusssysteme mit mehr als 20 benannten Fließgewässern sind in gesonderte Listen ausgelagert (→ Flusssystem).

## Mittlere Ebrach
Die Mittlere Ebrach, auch Mittelebrach genannt, ist ein rund 30 Kilometer langer, rechter und südwestlicher Zufluss der Rauhen Ebrach im Landkreis Bamberg, Franken. Sie entspringt am Nordhang des Kreuzbergs im Naturpark Steigerwald und fließt zunächst nordöstlich, später überwiegend in östlicher Richtung. Auf ihrem Weg durchquert sie die Gemeinden Ebrach, Burgwindheim und Burgebrach sowie das Naturschutzgebiet Weihergrund. Nach etwa 30 Kilometern mündet die Mittlere Ebrach bei Grasmannsdorf in die Rauhe Ebrach.

## Einzugsgebiet
Das Einzugsgebiet der Mittleren Ebrach umfasst eine Fläche von 133,95 km² und entwässert über die Rauhe Ebrach, die Regnitz, den Main und den Rhein in die Nordsee. Es grenzt im Süden an das Einzugsgebiet der Reichen Ebrach, die ebenfalls in die Regnitz mündet, im Westen an das der Schwarzach, und im Nordwesten an das der Volkach, die beide in den Main fließen. Im Norden schließt sich das Einzugsgebiet der Rauhen Ebrach an. In den höheren Randbereichen ist das Gebiet überwiegend bewaldet, während in den Tälern landwirtschaftliche Flächen und Siedlungen vorherrschen. Der höchste Punkt ist der Katzenberg mit 475 m ü. NHN im Südwesten des Einzugsgebiets.

## Zuflüsse

### Tabelle der direkten Zuflüsse
Die Tabelle der Zuflüsse listet für jeden Zufluss die jeweilige Länge, den Mündungsort sowie die Mündungshöhe auf. Die Längenangaben und die Mündungshöhe wurden abgemessen. Amtliche Werte liegen nur für den Hauptfluss, die Mittlere Ebrach, vor. Einige kleinere Zuflüsse, die keinen eingetragenen Namen besitzen, sind in der Tabelle nicht berücksichtigt. Lediglich die Mittlere Ebrach verfügt über eine amtliche Gewässerkennzahl (GKZ) mit der Nummer 242942. Da sie bereits eine sechsstellige GKZ hat und keine längeren Kennzahlen vergeben werden, besitzen ihre Zuflüsse grundsätzlich keine eigene amtliche GKZ. Dementsprechend wurde auf die Spalte der Gewässerkennzahlen (GKZ) verzichtet.
Zum Vergleich auch die entsprechenden Werte der Mittleren Ebrach selbst.
| Name              | GKZ | Lage   | Länge in km | EZG in km² | Mündungshöhe in m ü. NHN | Mündung                                       |
| ----------------- | --- | ------ | ----------- | ---------- | ------------------------ | --------------------------------------------- |
| Handthaler Graben |     | links  | 04,8        | 006,1      | 333                      | südlich von Ebrach                            |
| Harbach           |     | links  | 04,3        | 006,5      | 321                      | östlich von Ebrach                            |
| Schmerber Graben  |     | links  | 03,2        | 003,4      | 313                      | in Ebrach-Eberau                              |
| Entenbach         |     | rechts | 03,4        | 003,9      | 310                      | östlich von Eberau                            |
| Steinachbach      |     | rechts | 10,0        | 019,6      | 292                      | östlich von Burgwindheim-Untersteinach        |
| Rambach           |     | links  | 06,2        | 010,0      | 289                      | westlich von Burgwindheim                     |
| Schrappachsbach   |     | rechts | 04,7        | 011,8      | 284                      | zwischen Burgwindheim und Burgwindheim-Kappel |
| Geiselbach        |     | links  | 05,5        | 006,3      | 275                      | südlich von Burgebrach-Mönchherrnsdorf        |
| Büchelbach        |     | rechts | 06,6        | 010,7      | 273                      | nordwestlich von Burgebrach-Mönchsambach      |
| Wolfsbach         |     | links  | 03,7        | 003,7      | 273                      | nördlich von Mönchsambach                     |
| Dippach           |     | rechts | 03,9        | 006,3      | 271                      | nördlich von Burgebrach-Dürrhof               |
| Mittlere Ebrach   |     | n. a.  | 29,7        | 134,0      | 261                      | östlich von Burgebrach                        |

### Liste der direkten und indirekten Zuflüsse der Mittleren Ebrach
Direkte und indirekte Zuflüsse der Mittleren Ebrach, jeweils von der Quelle zur Mündung, sind aufgeführt mit Gewässername, Länge in Kilometer (km), Mündungsort und Mündungshöhe in Normalhöhennull (NHN). Gewässerlänge und Mündungshöhe wurden auf dem BayernAtlas abgemessen, sie müssen nicht auf die angegebene Nachkommastellenzahl genau sein, während die Höhenangaben auf der amtlichen topographischen Karte abgefragt wurden. Es sind nur direkte und indirekte Zuflüsse mit ausgewiesenem Namen vermerkt. Weitere Quellen für die Angaben sind angegeben.
- Sandwiesenbach (links), 1,48 km und 1,35 km², mündet  westlich von Großgressingen auf 363 m ü. NHN
- Handthaler Graben (links), 4,80 km und 6,11 km², mündet  südlich von Ebrach auf 333 m ü. NHN
- Harbach (links), 4,31 km und 6,53 km², mündet  östlich von Ebrach auf 321 m ü. NHN
- Schmerber Graben (links), 3,16 km und 3,44 km², mündet  in Ebrach auf 313 m ü. NHN
- Entenbach (rechts), 3,35 km und 3,87 km², mündet  östlich von Ebrach auf 310 m ü. NHN
- Dachsgraben (links), 2,31 km und 1,94 km², mündet  zwischen Eberau und Untersteinach auf 302 m ü. NHN
- Steinachbach (rechts), 9,96 km und 19,61 km², mündet  östlich von Untersteinach auf 292 m ü. NHN
  - Wassergassengraben (rechts), 2,59 km und 3,06 km², mündet  in Mittelsteinach auf 317 m ü. NHN
- Rambach (rechts), 6,19 km und 10,00 km², mündet  westlich von Burgwindheim auf 289 m ü. NHN
  - Fuchsgraben (links), 1,03 km und 0,73 km², mündet  westlich von Oberweiler auf 327 m ü. NHN
- Schrappachsbach (rechts), 4,73 km und 11,81 km², mündet  zwischen Burgwindheim und Kappel auf 284 m ü. NHN
  - Höllgraben (links), 0,61 km und 0,25 km², mündet  in Schrappach auf 328 m ü. NHN
- Geiselbach (links), 5,53 km und 6,26 km², mündet  südlich von Mönchherrnsdorf auf 275 m ü. NHN
- Büchelbach (rechts), 6,55 km und 10,74 km², mündet  nordwestlich von Mönchsambach auf 273 m ü. NHN
- Wolfsbach (links), 3,68 km und 3,65 , mündet  nördlich von Mönchsambach auf 273 m ü. NHN
- Dippach (rechts), 3,86 km und 6,34 km², mündet  nördlich von Dürrhof auf 271 m ü. NHN
- Mörderbrunnenbach (links), 2,99 km und ca. 4,23 km², mündet  bei Vollmannsdorf auf 269 m ü. NHN
- Lochgraben (links), 2,47 km und 2,53 km², mündet  nördlich von Burgebrach auf 265 m ü. NHN
- Försdorfer Bach (rechts), 2,52 km und 2,96 km², mündet  östlich von Burgebrach auf 262 m ü. NHN

## Flusssystem Raue Ebrach
- Liste der Fließgewässer im Flusssystem der Rauhen Ebrach